# Apiocera victoriae
Apiocera victoriae är en tvåvingeart som beskrevs av Paramonov 1953. Apiocera victoriae ingår i släktet Apiocera och familjen Apioceridae. Inga underarter finns listade i Catalogue of Life.